# Bosarps distrikt
Bosarps distrikt är ett distrikt i Eslövs kommun och Skåne län. 
Distriktet ligger norr om Eslöv. 

## Tidigare administrativ tillhörighet
Distriktet inrättades 2016 och utgörs av en del av området Eslövs stad omfattade till 1971, delen som före 1967 utgjorde Bosarps socken.
Området motsvarar den omfattning Bosarps församling hade vid årsskiftet 1999/2000.